# Arie Bieshaar
Adrianus „Arie“ Gerardus Bieshaar (* 15. März 1899 in Amsterdam; † 21. Januar 1965 in Haarlem) war ein niederländischer Fußballspieler. Er nahm an den Olympischen Spielen 1920 in Antwerpen teil, wo er mit seiner Mannschaft die Bronzemedaille gewann.

## Verein
Bieshaar spielte auf Vereinsebene von 1917 bis 1934 für den HFC Haarlem.

## Nationalmannschaft
Zwischen 1920 und 1923 bestritt Bieshaar vier Länderspiele für die Niederlande, in denen er ohne Torerfolg blieb.
Er debütierte beim 5:4 im Viertelfinale des olympischen Fußballturniers 1920 gegen Schweden. Seinen zweiten Einsatz in diesem Wettbewerb hatte er im Halbfinale gegen den Gastgeber und späteren Olympiasieger Belgien. Die Niederlande verloren dieses Spiel mit 0:3 und gewannen zum Abschluss des Turniers die Bronzemedaille.